# Führergehilfenausbildung
Führergehilfenausbildung war die Bezeichnung der deutschen Reichswehr für ihre nach den Bestimmungen des Vertrags von Versailles verbotene und daher ab 1919 getarnt durchgeführte Ausbildung von Generalstabsoffizieren.

## Geschichte
Der Reichswehr waren sowohl die Aufstellung eines Generalstabs als auch die Bildung und Vorbereitung einer vergleichbaren Institution untersagt. Artikel 160 des Versailler Vertrags bestimmte: „Der deutsche Generalstab und alle ähnlichen Formationen werden aufgelöst und dürfen unter keiner Gestalt neu gebildet werden.“ Die Kriegsakademie musste daher 1919 geschlossen werden.
Die Reichswehr umging diese Verbote nahezu umgehend mit Hilfe getarnter Einrichtungen. Die Rolle des Generalstabs übernahm das Truppenamt im Reichswehrministerium, und in den beiden Gruppenkommandos in Berlin und Kassel und den zehn Divisionen gab es jeweils einen „Führerstab“. Die dort dienenden und entsprechend ausgebildeten Offiziere wurden nicht mehr als Generalstabsoffiziere bzw. Offizier i. G., sondern als „Führerstabsoffiziere“ bezeichnet.
Die zuvor an der Kriegsakademie durchgeführte Generalstabsausbildung wurde nun getarnt unter der Bezeichnung „Führergehilfenausbildung“ dezentral in den Wehrkreisen durchgeführt und erfolgte in den bestehenden Stäben und zum Teil auch an zivilen Bildungseinrichtungen.
Insgesamt gab es in der Zeit der Weimarer Republik nur etwa 250–300 Stellen für Generalstabsoffiziere, was sich bei der beschleunigten Vergrößerung der Wehrmacht in der Zeit ab 1933 als hinderlich erwies. Mit der Aufrüstung der Wehrmacht und dem Beginn der Kriegsvorbereitungen eröffnete die Wehrmacht die Kriegsakademie am 15. Oktober 1935 erneut, und die Führergehilfenausbildung wurde wieder als Generalstabsausbildung bezeichnet.

## Ausbildungsgang
Der erste Abschnitt der Führergehilfenausbildung war zunächst eine dreijährige Ausbildung in den Wehrkreisen. Das beste Dutzend Absolventen dieser Stufe wurde in den R-Lehrgang im Reichswehrministerium in Berlin aufgenommen.